# 곰리역
곰리역(Gormley Station)은 캐나다 온타리오주 리치먼드힐에 위치한 통근열차역이다. 스토우빌 로드와 404번 고속도로 근처에 있는 이 역은 GO 트랜싯의 리치먼드힐선 열차 및 버스가 평일에 정차한다. 2016년 12월 5일에 개통한 이 역은 2021년 6월 28일에 블루밍턴역이 개통하기 전까지 리치먼드힐선의 종점이었다.

## 위치
곰리역은 캐나다 내셔널 철도가 소유하는 밸라선 26.2 마일 (42.2 km) 지점에 위치해있으며, 북쪽으로는 블루밍턴역이, 남쪽으로는 리치먼드힐역이 위치해있다. 전역인 리치먼드힐역을 지난 후 엘긴밀스 로드 북쪽의 공장과 교외 타운하우스를 지난다. 선로는 북동쪽으로 향해 베이뷰 애비뉴를 건너고, 농지와 그린벨트, 드문드문 있는 주택을 지나 레슬리 스트리트 건널목을 지나면 곰리역에 도착한다.
곰리역 북쪽에는 리치먼드힐선 열차가 정박하는 곰리 주박선이 위치해있다. 이후 짧은 거리를 지나 404번 고속도로와 블루밍턴 로드에 있는 다음 역이자 리치먼드힐선의 종착역인 블루밍턴역에 다다른다.

## 역사
곰리역은 1907년에 제임스만 철도가 스토우빌 사이드로드 남쪽에 2층 규모의 역 건물과 같이 개장하였다. 운영사 이름이 캐나다 온타리오주 북부 철도 (Canadian Northern Ontario Railway), 이후에는 캐나다 북부 철도 (Canadian Northern Railway) 로 이름을 개명하여 1923년에 캐나다 내셔널 철도로 인수되었다. 곰리역은 1970년대 초반에 철거되었고 역으로 이어지던 진입로였던 스테이션 로드는 이제 좁은 막다른 길이 되었다.
오늘날의 곰리역은 스토우빌 로드 북쪽, 기존 역에서 600미터 북쪽으로 떨어진 곳에 지어졌다. 개통식은 2016년 12월 1일에 열렸으며 열차 운행은 2016년 12월 5일부터 본격적으로 시작하였다.
역사를 포함한 역 공사 비용은 2200만 달러가 들어갔다. 역 공사는 2014년에 본격적으로 시작하였고 근처에 열차 6대를 정박할 수 있는 시설이 지어졌고 여기에는 8500만 달러가 들어갔다. 이 정박 시설은 2014년에 완공되었다.
곰리역은 2021년 6월 28일에 블루밍턴역이 연장 개통하면서 북부 종착역의 역할을 블루밍턴역에 넘겨주었다.

## 시설
곰리역은 직원이 상주하지 않는 무인역으로, 통근열차 티켓 구매나 카드 충전은 역에 있는 자동판매기에서 할 수 있다. 프레스토 카드가 없는 경우에는 신용카드나 체크카드를 단말기에 태그해 요금을 정산할 수도 있고, 스마트폰에서 GO 트랜싯 홈페이지에 들어가 이티켓 (e-ticket)을 구매할 수도 있다.
역 내부에는 대합실, 화장실, 와이파이, 공중전화가 있으며, 승강장에는 눈과 비를 피할 수 있는 쉼터가 있으며, 겨울에는 난방도 된다. 역 건물, 승강장 및 열차 내부는 휠체어 승객들도 이용할 수 있으며, 승강장 중앙에 있는 휠체어 램프를 통해 열차에 오르내릴 수 있다. 환승 주차장에는 871대 규모의 주차 공간이 있으며, 최대 48시간까지 무료 주차가 가능하다. 이 역을 자주 이용하는 경우에는 전용 주차 공간을 예약할 수 있고, 카풀해서 오는 경우에도 카풀 전용 주차 공간이 있다. 이 역으로 마중 나오는 차량은 주차장 옆에 있는 정차 공간에서 대기할 수 있다.
이 역으로 자전거를 타고 오는 승객들을 위한 자전거 거치대가 마련되어있다. GO 트랜싯의 61번 버스는 역 앞에 있는 버스 승강장에 정차하며, YRT 버스는 이곳에 정차하지 않는다.

## 운행 계통
2024년 4월 기준 곰리역에는 평일 출근 시간대에 유니언 방면으로 통근열차가 4대, 퇴근 시간대에 블루밍턴 방면으로 5대 정차한다. 평일 나머지 시간대에 유니언역과 블루밍턴역으로 향하는 버스가 몇 차례 운행한다.

## 버스 연결편
곰리역에서는 GO 트랜싯의 61번 버스가 평일에 통근 열차가 운행하지 않는 시간대에 곰리역까지 부수적으로 운행한다.
| 노선 | 노선       | 노선          | 종점       | 종점 | 종점                 | 경유지                                                                                        | 기준일          | 비고 |
| ---- | ---------- | ------------- | ---------- | ---- | -------------------- | --------------------------------------------------------------------------------------------- | --------------- | ---- |
| 61   | 리치먼드힐 | Richmond Hill | 블루밍턴역 | ↔    | 유니언역 버스 터미널 | - 토론토 방면: 리치먼드힐역 · 랭스태프역 · 유니언역 버스 터미널 - 리치먼드힐 방면: 블루밍턴역 | 2024년 4월 27일 |      |

### 요크 지역 교통
2024년 4월 29일부터 요크 지역 교통은 곰리역을 오가는 새로운 호출버스를 평일 오전 6시부터 9시까지, 또한 오후 4시부터 8시까지 운행한다. 이 호출버스는 평일 출퇴근 시간대에 곰리역, 리치먼드그린 공립도서관, 혼다 블루버드는 물론 역 인접 지역 사이를 운행하며, 혼다 블루버드에서는 24번 우드바인 버스로, 리치먼드그린 공립도서관에서는 90번 레슬리 버스로 갈아탈 수 있다. 호출버스는 YRT On-Request 앱이나 YRT 고객센터인 1-844-667-5327번을 통해 예약할 수 있으며, 호출버스를 이용할 때에는 YRT 요금이 부과되며, GO 트랜싯과 환승할 때에는 무료로 환승이 가능하다.

## 인접한 역
| 메트로링스 밸라선      | 메트로링스 밸라선      | 메트로링스 밸라선 |
| ---------------------- | ---------------------- | ----------------- |
| 리치먼드힐 유니언 방면 | GO 트랜싯 리치먼드힐선 | 블루밍턴 방면     |